# Михайлівка (Лихівська селищна громада)
Миха́йлівка — село в Україні, у Кам'янському районі Дніпропетровської області.
Входить до складу Лихівської селищної громади. Населення — 42 мешканці.

## Географія
Село Михайлівка знаходиться за 5 км від лівого берега річки Омельник і за 3 км від села Біленщина. Поруч проходить автомобільна дорога Т 0423.

## Населення

### Мова
Розподіл населення за рідною мовою за даними перепису 2001 року:
| Мова       | Кількість | Відсоток |
| ---------- | --------- | -------- |
| українська | 42        | 100%     |

## Інтернет-посилання
- Погода в селі Михайлівка [Архівовано 7 червня 2016 у Wayback Machine.]

1. ↑  Рідні мови в об'єднаних територіальних громадах України — Український центр суспільних даних